# 中西宏明
中西宏明，KBE（日语：／ Nakanishi Hiroaki，1946年3月14日—2021年6月27日）是日本企业家，曾任日立制作所第十任社长、日本最大经济团体“经团连”会长。

## 生平

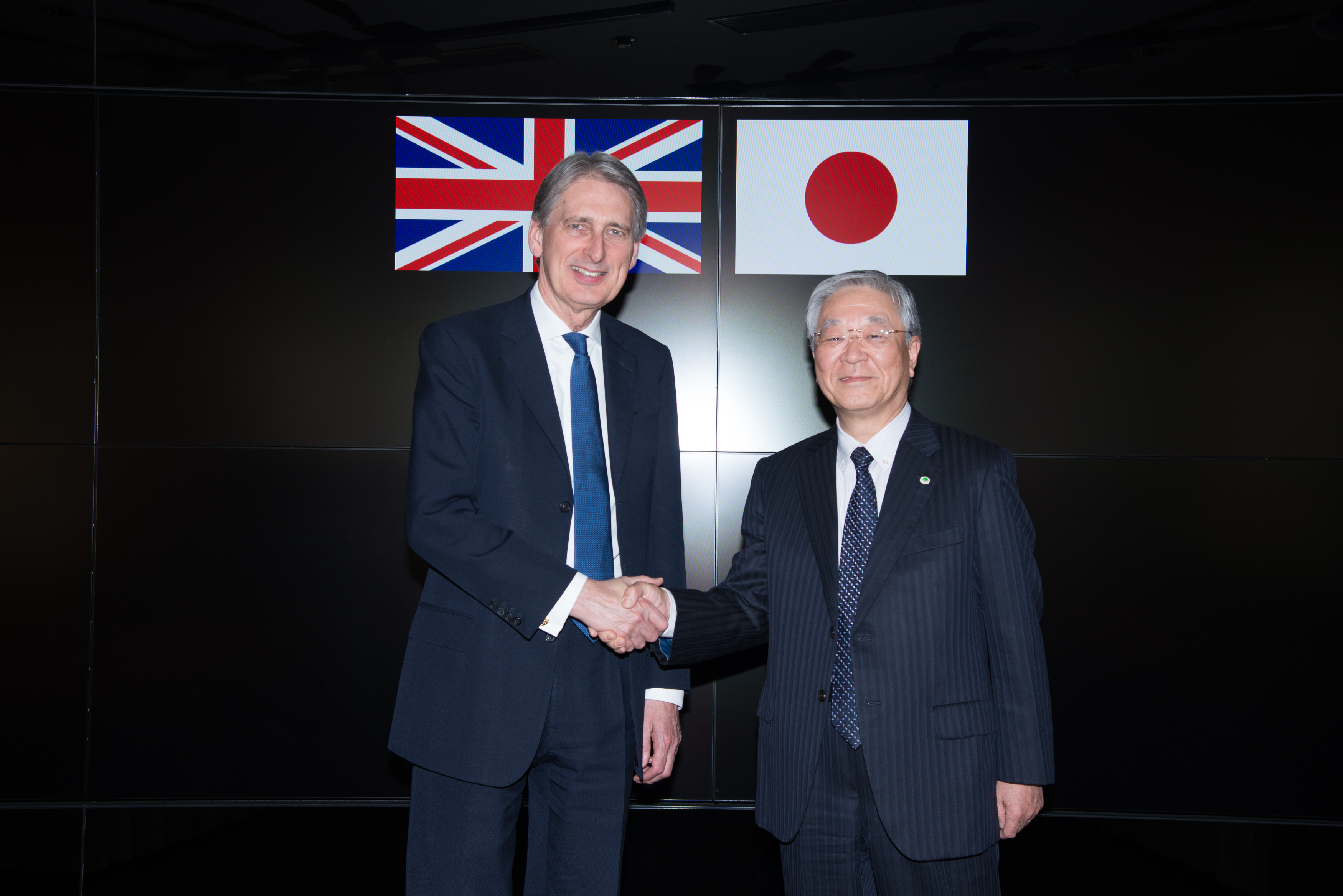
2016年与夏文達

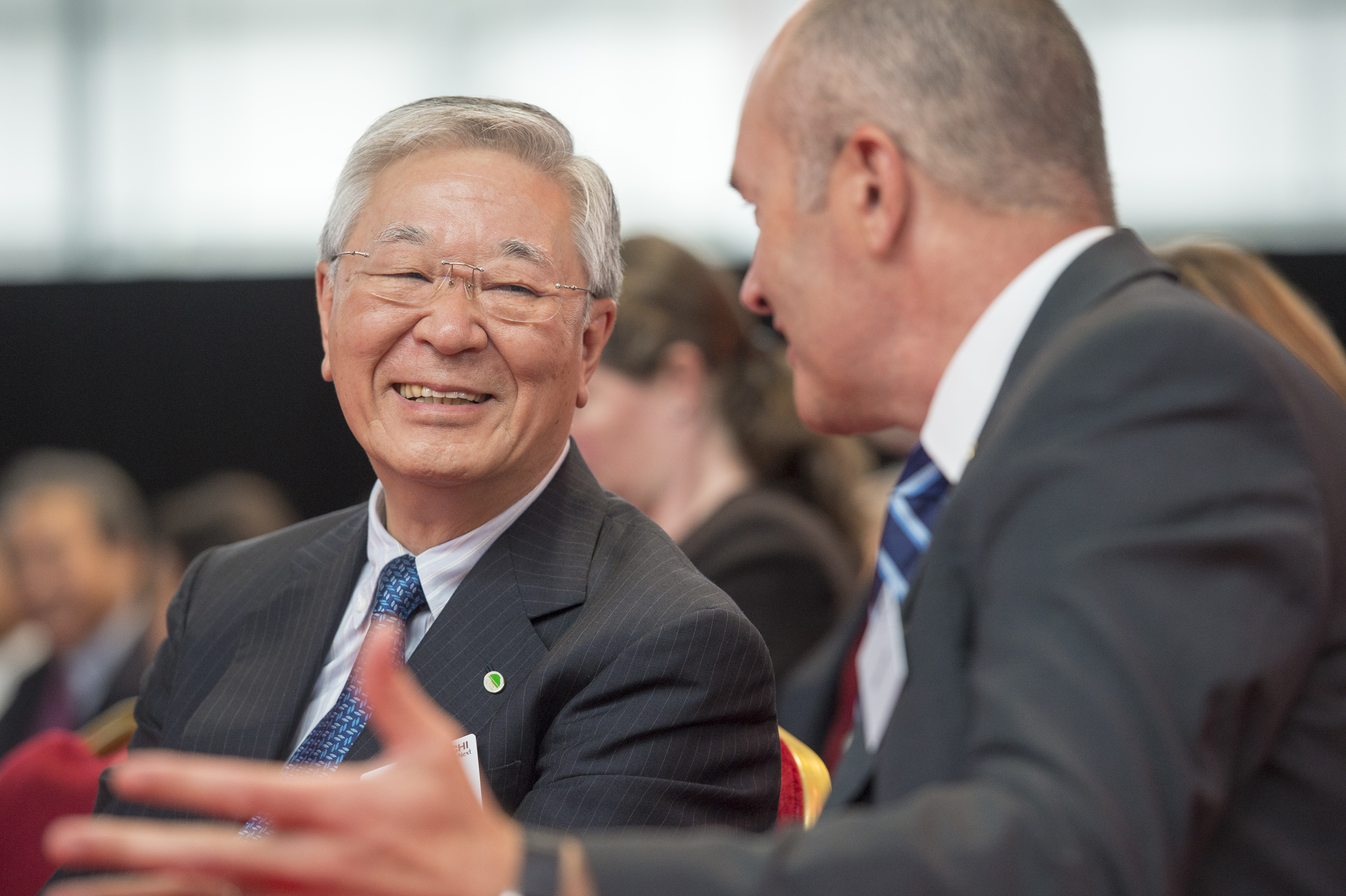
2015年出席开幕式，

1946年，中西宏明出生于日本横滨，1970年毕业于东京大学电气工程系，同年加入日立制作所，1979年毕业于斯坦福大学。1998年担任日立制作所欧洲子公司负责人。2004年升任高级副总裁。2010年升任日立制作所社长，2014年升任会长。此外还担任2025年世界博览会协会会长和日本红十字会副社长。
2018年5月，中西宏明担任日本经济团体联合会会长，2019年由于身体不适而多次出院和入院，后因身体情况不佳，于6月退任经团连会长一职。2021年6月27日，因淋巴肿瘤再发去世，享年75岁。

## 荣誉

### 日本勋章奖章
- 旭日大绶章（日本，2021年7月20日决定追授）

### 外国勋章奖章
- 大英帝国爵级司令勋章（英国，2015年颁发[11]）